# R-29D
R-29D (Kod NATO: SS-N-8 Mod. 2 Sawfly) – radziecki dwustopniowy pocisk balistyczny dalekiego zasięgu SLBM, na paliwo ciekłe. R-29D mógł przenosić pojedynczą głowicę na odległość 9100 km. Pociski te przenoszone były przez okręty podwodne projektu 667B oraz 667BD.